# ジェームス・グリン
ジェームス・グリン（英語：James Glynn、1800年 – 1871年）はアメリカ海軍の士官で、1848年に鎖国中の日本との交渉に初めて成功した人物とされている。

## 経歴
グリンは1815年3月4日に海軍に入った。1825年には大尉、1841年には中佐に昇進した。米墨戦争中にはカリフォルニア沿岸で作戦に従事している。その後、帆走戦闘スループ・プレブル（USS Preble）の艦長となり、中国（清）へと向かった。

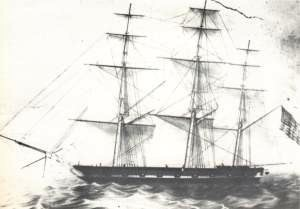
グリンの乗艦、プレブル（USS Preble）

広東において、グリンはオランダの領事から、1846年6月5日に蝦夷地沖で難破したアメリカ捕鯨船の船員18人が、長崎で牢に入れられていることを聞いた。日本近海のことはほとんど知られておらず、1846年には戦列艦コロンバスと戦闘スループヴィンセンスを率いたジェームズ・ビドル代将が日本との交渉を拒否されたばかりであった。しかしながら、グリンは東インド艦隊司令官であるデビッド・ガイシンガーから長崎に向かうよう命令され、1849年4月17日に到着した。
グリンに与えられた命令は、注意深くしかしながら断固とした交渉を行うことであった：
「貴官が日本側と対応する際には、融和的にしかし断固として振舞う必要がある。日本の法律や習慣を破らないように注意し、合衆国政府の平和的政策による成功を棄損するようなことをしてはならない。しかしながら、貴官は予測できないような状況に直面するかもしれない。そのような場合は、貴官の裁量において、かつ母国の利益と名誉を守ることを旨に行動すること。」(National Archives Microfilm Publication M89; Larson 1994 [1981]).

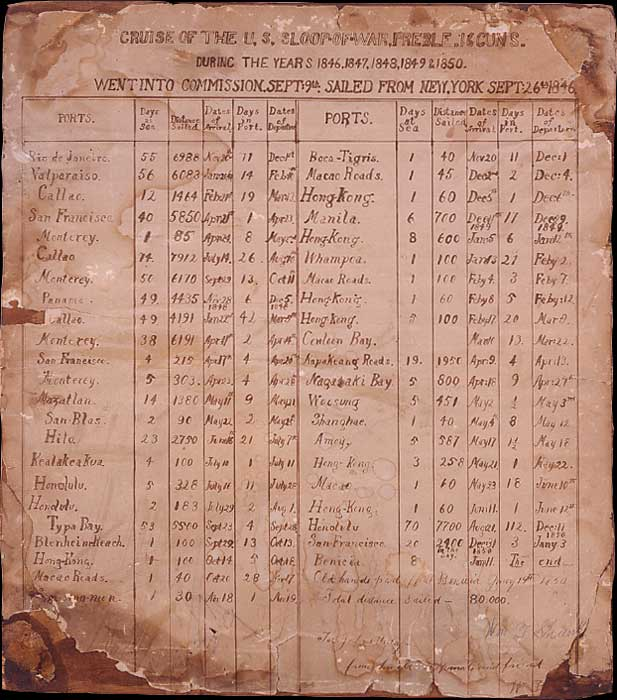
長崎寄港の記録がある、プレブルの航海記録

日本側はプレブルの長崎への進入を妨害しようとしたが、グリンは日本の船の列の間をぬって進み、長崎湾に碇を下ろした。日本側の脅しにもかかわらず、グリンは捕らえられている船員の解放を要求し、また米国の軍事介入の可能性をほのめかした。オランダ商館の手助けもあり、4月26日には全員が解放され、グリンのもとに送り届けられた。
船員たちは長期の抑留に疲れており、何度か脱走を試みた後に牢に入れられ、そこで何人かが死亡していた。また牢内で自殺したものもあり、自殺後2日間、死体はそのままにされていた。解放された中にはラナルド・マクドナルドもいたが、彼は日本人に英語を教えたいと言う自身の意志で日本に入国していた。実際、長崎で抑留中に通詞14人に英会話を教えており、日本人に英語を教えた最初のアメリカ人となった。
プレブルは香港に戻り、船員たちは1849年12月31日に米国に帰国することができ、彼らの激しい抑留生活はセンセーションを引き起こした。ただ、日本側の記録は以下のように若干異なっており、またマクドナルドは崇福寺大悲庵に収監されており、日本側の扱いは終始丁寧なものであったと言う。
1848年6月2日（嘉永元年5月2日）アメリカの捕鯨船ラゴダ号が座礁し、5日後に乗員30人中15人が3艘のボートで松前近くの蝦夷地に上陸した（残り15人は死亡）。一旦は薪や食料を与えて立ち去らせたが、再度上陸したため保護し江戸の指示を求めた。保護のあいだに3人が2回にわたって逃出し、捕らえられては牢に入れられた。長崎へ移送せよとの江戸からの指示の下、15人は長崎に送られたが、逃出して捕獲された3人は拘束状態のまま移送された。取り調べの後オランダ船を待っているあいだにも3人が2回逃走し、再度捕獲され牢に入れられ、残りの船員も監視が強化された。2人が死亡し13人になった。
この航海の後、グリンは米国政府に対し、日本を外交交渉によって開国させること、また必要であれば「強さ」を見せるべきとの建議を提出した。彼のこの提案は、マシュー・ペリーによる日本開国への道筋をつけることとなった。
グリンは1855年に大佐に昇進した。